# Gloeohypochnicium analogum
Gloeohypochnicium là một chi nấm thuộc họ Meruliaceae. Là một chi đơn loài, nó chứa loài duy nhất Gloeohypochnicium analogum.